# Întrupare (creștinism)

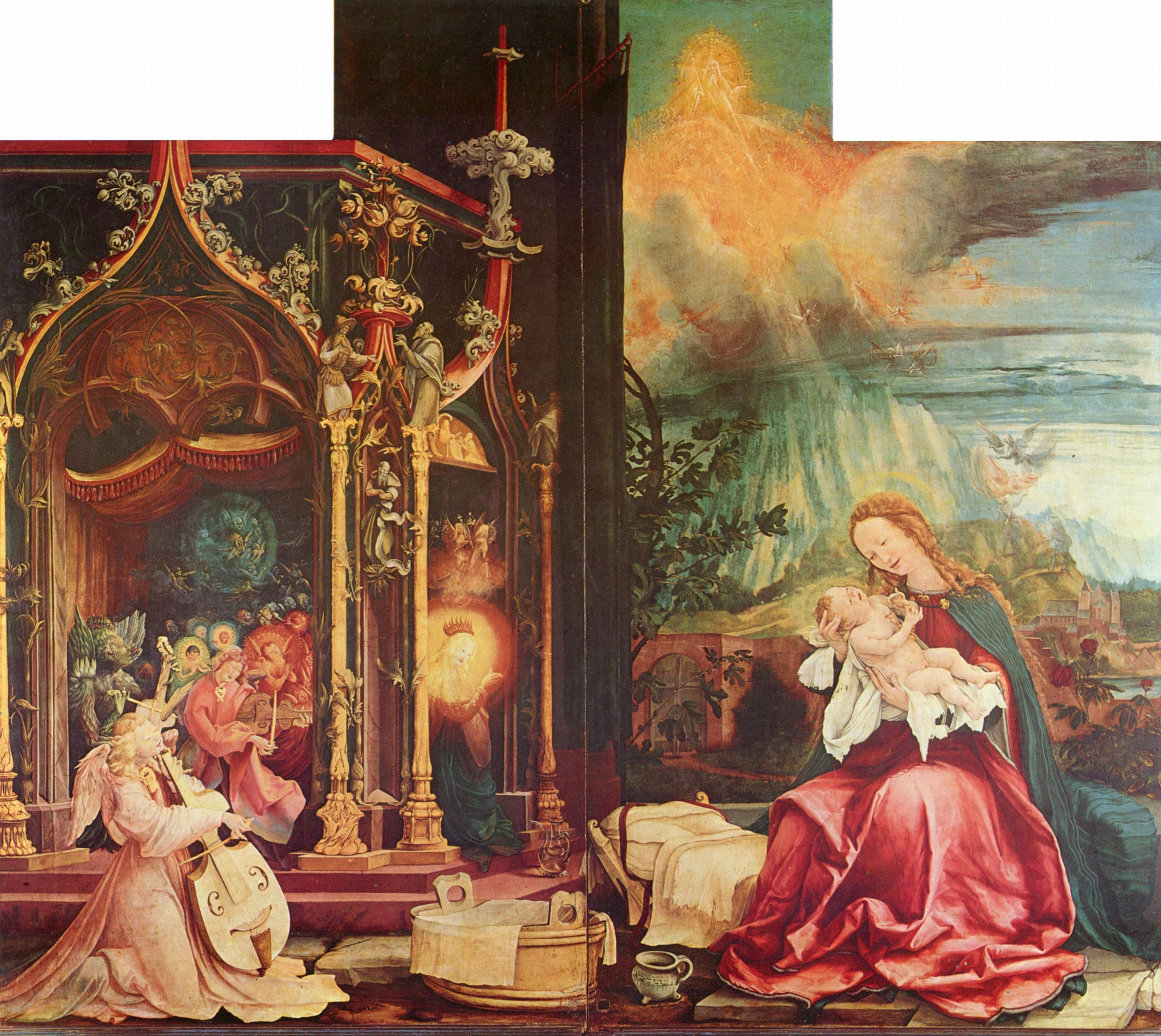
Nașterea Domnului, pictură de Matthias Grünewald, ca. 1515

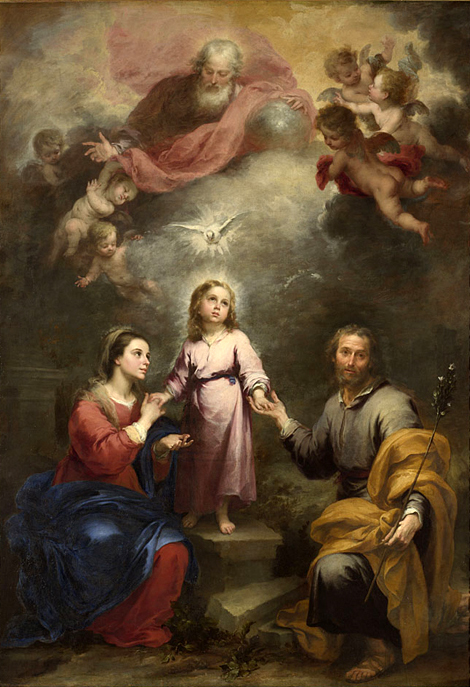
Treimea cerească alăturându-se Treimii pământești prin întruparea Fiului, pictură de Murillo, c. 1677

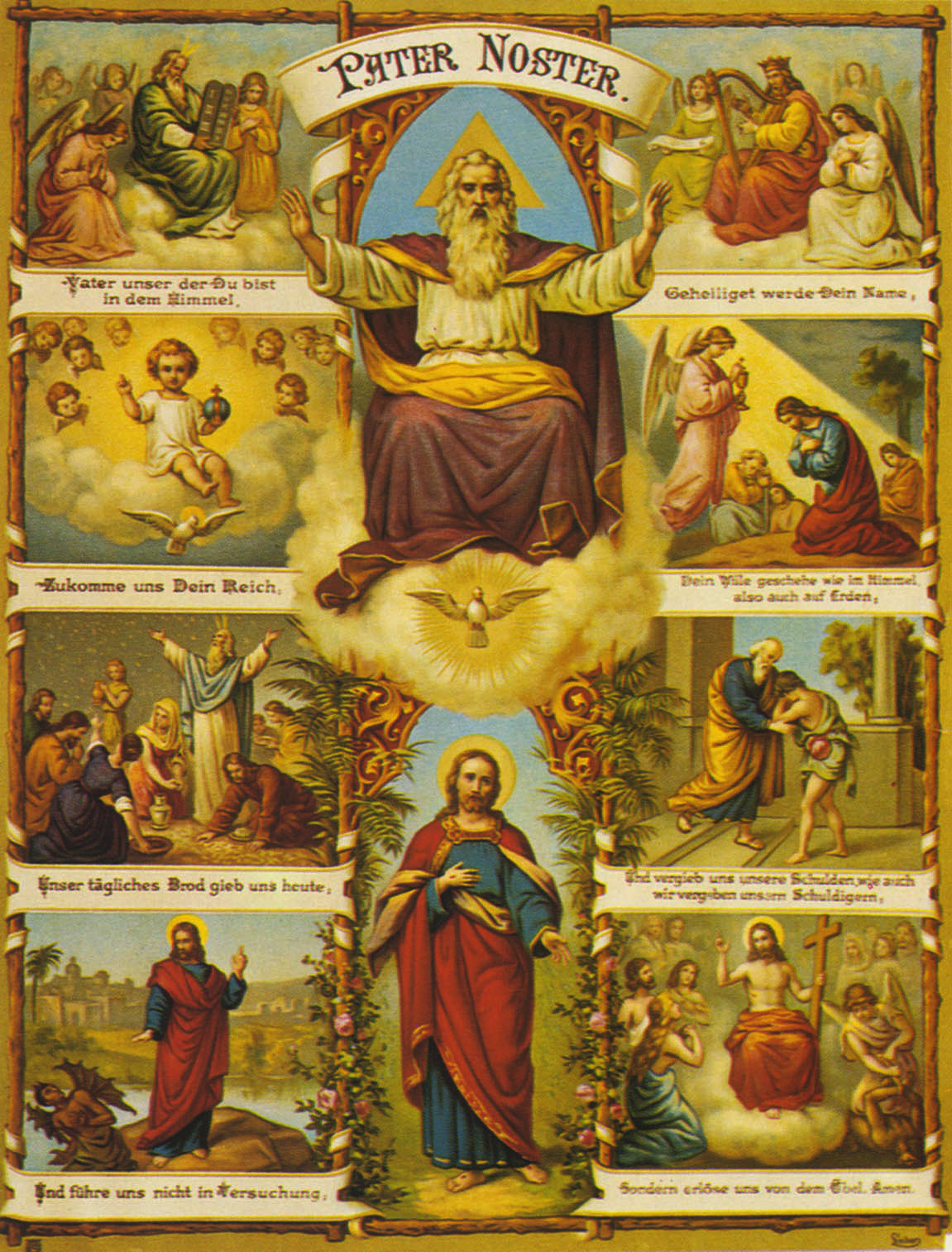
Întruparea ilustrată cu scene din Vechiul Testament și din Evanghelii, cu Sfânta Treime în coloana centrală, ilustrație de Fridolin Leiber, sec/ al XIX-lea

Întruparea este în teologia creștină credința că Dumnezeu a devenit om în persoana lui Isus din Nazaret, cunoscut ca Fiul lui Dumnezeu sau Logosul (termenul în greaca comună pentru „Cuvânt”), fiind conceput în pântecele unei femei, Fecioara Maria, cunoscută, de asemenea, sub numele de Theotokos (termen grec pentru „Născătoare de Dumnezeu”). Doctrina întrupării implică, deci, că Isus este Dumnezeu adevărat și om adevărat.
În întrupare, așa cum este definită în mod tradițional de acele biserici care aderă la învățăturile adoptate la Sinodul Ecumenic de la Calcedon, natura divină a Fiului a fost unită, dar nu amestecată, cu natura umană într-o persoană divină, Isus Hristos, care a fost atât „Dumnezeu adevărat și om adevărat”. Această învățătură este esențială pentru credința tradițională respectată de majoritatea creștinilor. În cursul secolelor au fost propuse o serie de opinii alternative cu privire la subiect (vezi Ebioniți și Evanghelia după evrei), dar acestea au fost respinse de principalele culte creștine. O doctrină alternativă cunoscută sub numele de „unicitarism” a fost adoptată de câteva grupuri penticostale.
Întruparea este comemorată și sărbătorită în fiecare an la Crăciun și, de asemenea, se poate face referire la ea la Sărbătoarea Bunei Vestiri; „diferite aspecte ale misterului Întrupării” sunt celebrate la Crăciun și la Buna Vestire.

## Etimologie
Substantivul „întrupare” provine din prefixul „în-” și cuvântul slav „trupŭ” (care înseamnă „trup”, „corp”), fiind sinonim cu cuvântul „încarnare” care derivă din verbul latin incarno, derivat la rândul său din prefixul in- și din substantivul caro, „carne”, cu sensul de „a se face trup”. Verbul incarno nu apare în Biblia Latină, dar termenul este extras din Evanghelia după Ioan 1:14 „et Verbum caro factum est” (Vulgata), care a fost tradus astfel: „Și Cuvântul S-a făcut trup”.

## Descrierea și dezvoltarea doctrinei tradiționale
Întruparea se referă la actul transformării unei persoane divine preexistente, Fiul lui Dumnezeu, într-o ființă umană. În timp ce toți creștinii credeau că Isus era într-adevăr Fiul lui Dumnezeu, „divinitatea lui Hristos a fost un subiect teologic încins pentru Biserica Timpurie”. Dezbateri pe acest subiect au avut loc în primele patru secole ale creștinismului, fiind implicați, printre alții, creștini evrei, gnostici, adepții lui Arie din Alexandria și adepții Papei Alexandru al Alexandriei.
Ignatie al Antiohiei a predicat că „Îl avem ca medic pe Domnul, Dumnezeul nostru, Iisus Hristos, Cuvântul și Fiul Unul Născut, mai înainte de toți vecii, dar care ulterior a devenit, de asemenea, om, din Fecioara Maria”. Iustin Martirul a susținut că Cuvântul întrupat a fost prefigurat în profețiile Vechiului Testament.

### Crezul apostolic
Crezul apostolic include următorul articol de credință cu privire la Isus: „care s-a zămislit de la Duhul Sfânt și s-a născut din Fecioara Maria”. Potrivit papei Ioan Paul al II-lea, prin întruparea sa, Iisus s-a unit într-un anumit mod cu fiecare ființă umană, inclusiv cu cei nenăscuți începând de la momentul zămislirii lor.

### Sinoadele ecumenice
În cele din urmă, învățăturile lui Alexandru, Atanasie și a altor Părinți de la Niceea, că Fiul este de o ființă și coetern cu Tatăl, au fost definite ca dogmă ortodoxă. Toate credințele divergente (docetismul, arianismul, nestorianismul și sabelianismul) au fost considerate erezii.
Definițiile larg răspândite și acceptate ale întrupării și ale naturii lui Isus au fost stabilite la Primul sinod ecumenic de la Niceea din 325, la Sinodul ecumenic de la Efes din 431 și la Sinodul ecumenic de la Calcedon din 451. Învățăturile adoptate la aceste sinoade susțin că Isus a fost Dumnezeu deplin (născut, iar nu făcut de Tatăl) și om deplin (întrupat și luând firea umană de la Fecioara Maria). Aceste două naturi, umană și divină, au fost unite ipostatic într-o singură persoană a lui Isus Hristos. Potrivit Bisericii Catolice, o declarație adoptată la un sinod ecumenic este infailibilă, ceea ce face întruparea o dogmă a Bisericii Catolice.

### Efect
Întruparea implică trei aspecte: (1) Persoana Divină a lui Isus Hristos; (2) Natura Umană a lui Isus Hristos; (3) Unirea ipostatică a naturilor divină și umană în Persoană dumnezeiască Isus Hristos. Fără a-și diminua divinitatea, El a adăugat la divinitatea sa tot ceea ce implica a fi o ființă umană. Credința creștină evidențiază că Isus a fost în același timp atât Dumnezeu deplin, cât și om deplin, două naturi într-o singură persoană. Trupul lui Hristos a fost, prin urmare, supus tuturor slăbiciunilor trupești ale ființelor umane, precum foamea (Matei.4:2), setea (Ioan 19:28), oboseala (Ioan 4:6), durerea și moartea. Acestea au fost efectul firesc al naturii umane, pe care El și-a asumat-o.
Întruparea lui Isus este, de asemenea, unul dintre factorii-cheie care, alături de facerea oamenilor după chipul și asemănarea lui Dumnezeu, formează obiectul de studiu al antropologiei creștine. În mod special, Întruparea este vitală pentru înțelegerea conceptului de îndumnezeire a omului, elaborat cu minuțiozitate de teologia creștină ortodoxă și exprimat cel mai bine de Părinții Bisericii, precum Sfântul Atanasie al Alexandriei („Prin urmare, El nu a fost om și apoi a devenit Dumnezeu, ci El a fost Dumnezeu și apoi a devenit om pentru a ne îndumnezei pe noi”), Sfântul Chiril al Alexandriei („Căci și noi suntem fii și dumnezei prin har și cu siguranță am fost aduși la această minunată și supranaturală demnitate, din moment ce Cuvântul lui Dumnezeu Unul Născut trăiește în noi.”) și mulți alții.

## Imnuri și rugăciuni

### Biserica Ortodoxă și Biserica Greco-Catolică
Semnificația Întrupării a fost intens discutată de-a lungul istoriei creștinismului și este subiectul a nenumărate imnuri și rugăciuni. De exemplu, Liturghia Sfântului Ioan Gură de Aur (c. 400), așa cum este celebrată de creștinii ortodocși răsăriteni și catolicii de rit bizantin, include acest „Imn pentru Fiul Unul Născut”:
Unule-născut, Fiule și Cuvântule al lui Dumnezeu

Cel ce ești fără de moarte

și ai primit, pentru mântuirea noastră,

a Te întrupa

din Sfânta Născătoare de Dumnezeu și pururea Fecioara Maria;

Tu, Cel ce neschimbat Te-ai întrupat.

Și răstignindu-Te,

Hristoase Dumnezeule,

cu moartea pe moarte ai călcat.

Unul fiind din Sfânta Treime,

împreună mărit cu Tatăl și cu Duhul Sfânt,

mântuiește-ne pe noi!
În plus, Sfânta Liturghie a Sf. Iacob include cântecul: „Să tacă tot trupul omenesc” (Heruvicul la Sâmbăta Mare) în ofertoriul ei:
Să tacă tot trupul omenesc,

și să stea cu frică și cu cutremur,

și nimica pământesc întru sine să nu cugete;

Că împăratul împăraților și Domnul Domnilor 

vine să Se junghie,

și să Se dea mâncare credincioșilor.

Și merg înaintea Lui cetele îngerești

cu toată începătoria și stăpânia,

heruvimii cei cu ochi mulți

și serafimii cei cu câte șase aripi,

care își acoperă fețele lor

și strigă cântarea cea întreit sfântă:

Aliluia, Aliluia, Aliluia.

### Bisericile siriace vestice
Bisericile siriace vestice – Biserica Ortodoxă Siriacă, Biserica Ortodoxă din Malankara, Biserica Catolică Siro-Malankară, Biserica Catolică Siriacă și Biserica Catolică Maronită – folosesc în celebrarea Sfintei Qurbana a Sf. Iacob (c. 60 AD) au un ma'neetho similar, un imn poetic, atribuit în mod tradițional Sf. Severus, patriarhul Antiohiei (c. 465-538):
Te slăvesc pe Tine, Doamne și Rege,

Cuvântul și Fiul Unul Născut

al Tatălui ceresc,

nemuritor prin fire, Tu te-ai pogorât prin har

pentru [a da] mântuire

și viață pentru întreaga omenire; ai fost întrupat

din sfânta,

slăvita, preacurata Fecioară

Maria, Maica Domnului,

și ai devenit om fără nicio schimbare;

ai fost răstignit pentru noi.

O, Hristoase, Dumnezeul nostru,

Care prin moartea Ta ai călcat și ucis moartea noastră,

Care ești Unul din Sfânta Treime,

închinat și cinstit împreună cu

Tatăl și Duhul Sfânt,

ai milă de noi toți.
Crezul atanasian (al 5-lea) și Crezul de la Niceea conține o definiție tradițională cuprinzătoare a Întrupării.

### Biserica Romano-Catolică
Întruparea este o învățătură centrală a Bisericii Romano-Catolice. Catehismul Bisericii Catolice conține trei paragrafe (461-463) care se referă la întrupare și citează mai multe pasaje din Biblie pentru a afirma această credință (Filipeni 2:5-8, Evrei 10:5-7, 1 Ioan 4:2, 1 Timotei 3:16).

### Protestantismul contemporan

#### Jürgen Moltmann
Legătura dintre întrupare și ispășire în cadrul teologiei sistematice este complexă. În modelele tradiționale ale ispășirii, cum ar fi ispășirea prin substituție, ispășirea ca satisfacție sau Christus Victor, Hristos trebuie să fie om pentru ca jertfa sa pe cruce să fie eficientă și păcatele oamenilor să fie „șterse” și/sau „compensate”. În lucrarea sa Treimea și Împărăția lui Dumnezeu, Jürgen Moltmann a făcut deosebire între ceea ce el a numit întrupare „fortuită” și întrupare „necesară”. Cea din urmă oferă întrupării un sens soteriologic: Fiul lui Dumnezeu a devenit om ca să ne mântuiască de păcatele noastre. Prima, pe de altă parte, vede întruparea ca o împlinire a Iubirii lui Dumnezeu, o dorință a Lui de a fi prezent și de a trăi în mijlocul umanității. Moltmann favorizează întruparea „fortuită” în primul rând pentru că el simte că a vorbi de o întrupare „necesară” înseamnă să se facă o nedreptate misiunii pământești a lui Hristos. Scrierile lui Moltmann, alături de scrierile altor teologi sistematici, deschid căile unei cristologii a eliberării.

## Puncte de vedere alternative

### Michael Servetus
În perioada Reformei, Michael Servetus a propovăduit o teologie a întrupării, care a negat trinitarianismul, insistând că trinitarienii clasici erau, în esență, triteiști care au respins monoteismul biblic în favoarea filosofiei grecești. Fiul lui Dumnezeu, a afirmat Servetus, nu este o ființă care a existat veșnic, ci mai degrabă mult mai abstractul Logos (o manifestare a singurului Dumnezeu Adevărat, nu o persoană distinctă) întrupat. Pentru acest motiv, Servetus a refuzat să-l numească pe Hristos „Fiul veșnic al lui Dumnezeu”, preferând în loc denumirea „Fiul veșnicului Dumnezeu”.
În descrierea teologiei lui Servetus cu privire la Logos, Andrew Dibb (2005) a făcut următorul comentariu: „În Geneză, Dumnezeu se descoperă pe Sine în calitate de Creator. În Ioan, El arată că El a creat prin Cuvânt sau Logos. În cele din urmă, tot în Ioan, El arată că Logosul a devenit trup și a locuit printre noi. Creația a avut loc prin cuvântul rostit, pentru că Dumnezeu a spus „Să fie...” Cuvântul rostit în Geneză, Logosul lui Ioan și Cristos, sunt toți unul și același”.
Condamnat atât de către Biserica Romano-Catolică, cât și de bisericile protestante din cauza cristologiei sale heterodoxe, Servetus a fost ars pe rug pentru erezie în 1553 de protestanții reformați la Geneva (Elveția). Reformatorul francez Jean Calvin, care a spus că el va garanta moartea lui Servetus, dacă acesta din urmă va trece prin Geneva, din cauza opiniilor lui nereformate cu privire la Sfânta Treime și la sacramentul botezului, a solicitat ca Servetus să fie mai degrabă decapitat ca trădător decât ars pe rug ca eretic, dar autoritățile au insistat ca execuția lui Servetus să fie prin arderea pe rug.

### Arienii englezi
Arienii de după Epoca Reformei precum William Whiston au avut adesea o opinie cu privire la întrupare în conformitate cu preexistența cu caracter personal a lui Hristos. Whiston a considerat că întruparea a fost a Logosului Care a existat mai înainte de toți vecii ca „o existență metafizică, in potentia sau într-un mod mai mare și mai sublim, în Tatăl ca Înțelepciunea Sa sau Cuvântul Său înaintea Creării Sale”.

### Socinianismul și unitarianismul
Servetus a respins arianismul pentru că a negat divinitatea lui Iisus, deci este sigur că el ar fi respins, de asemenea, socinianismul ca o formă a arianismului care respinge atât ideea că Isus este Dumnezeu, cât și ideea că Isus ar fi existat înainte de nașterea Sa, pe care majoritatea grupurilor ariene o acceptă. Fausto Sozzini și scriitorii din grupul Fraților Polonezi precum Samuel Przypkowski, Marcin Czechowic și Johann Ludwig von Wolzogen au considerat întruparea ca fiind în primul rând o funcție de paternității. Cristos ar fi fost literalmente atât „Fiul Omului” pe linie maternă, cât și „Fiul lui Dumnezeu” pe linie paternă. Conceptul de întrupare — „Cuvântul s-a făcut trup și s-a sălășluit printre noi” — a fost înțeles în mod literal că logosul sau cuvântul din Psalmi 33:6 s-ar fi făcut om prin nașterea sa de către o fecioară. Sozzini, Przypkowski și alți autori socinianieni s-au deosebit de Servetus prin faptul că afirmația că Isus ar fi „coborât din cer” a fost înțeleasă în primul rând cu privire la zămislirea miraculoasă în pântecele Fecioarei Mariei și nu că Isus ar fi provenit în sens literal din cer. Astăzi, numărul bisericilor cu o cristologie sociniană este foarte mic, principalul grup cunoscut fiind christadelfienii, iar alte grupuri fiind CoGGC și CGAF. Teologii socinianieni sau „unitarieni biblici” moderni susțin că „s-a făcut trup” nu înseamnă că „s-a întrupat”, deoarece întruparea (un termen pe care aceste grupuri îl evită) ar fi incompatibilă cu natura muritoare și plină de slăbiciuni moștenită de Isus de la mama Lui.

### Penticostalismul unicitar
În contrast cu viziunea tradițională a întrupării citată mai sus, adepții penticostalismului unicitar cred în doctrina unicității. Deși atât creștinismul tradițional, cât și penticostalismul unicitar propovăduiesc că Dumnezeu este un Duh, adepții unicității resping ideea că Dumnezeu este o trinitate. Doctrina unicității consideră că există un singur Dumnezeu care se manifestă în moduri diferite, spre deosebire de o Treime, în care Dumnezeu este văzut ca fiind format din trei persoane distincte.
Penticostalii unicitari îl consideră pe Isus atât ca Dumnezeu adevărat, cât și ca om adevărat. Termenul Tatăl se referă la Însuși Dumnezeu, care a provocat zămislirea Fiului în pântecele Fecioarei Maria, devenind astfel tatăl copilului pe care ea l-a născut. Termenul Fiul se referă la o persoană deplin umană, Isus Hristos, iar Duhul Sfânt se referă la manifestarea Duhului lui Dumnezeu în interiorul și în preajma oamenilor. Astfel, Tatăl nu este Fiul — și această distincție este esențială —, dar este în Fiul ca plinătate a naturii sale divine. Credincioșii trinitarieni tradiționali cred că Fiul a existat dintotdeauna ca a doua persoană veșnică a Sfintei Treimi; adepții unicitarismului cred că Fiul nu a existat până la întrupare, atunci când unul și singurul Dumnezeu adevărat a luat o formă umană pentru prima, ultima și singura dată în istorie.

### Biserica lui Isus Hristos a Sfinților din Zilele din Urmă (Mormonii)
Potrivit teologiei mormone două din cele trei distincte ființe divine ale dumnezeirii au acut corpuri fizice perfecte, slăvite, și anume Dumnezeu Tatăl-Elohim și Dumnezeu Fiul-Iehova. Dumnezeirea mormonă a Tatălui, Fiului și Duhului Sfânt nu are o singură substanță sau esență; în schimb, ele rămân trei ființe sau personaje separate.
Această concepție diferă de Treimea creștină tradițională în care numai una dintre cele trei persoane divine, Dumnezeu Fiul, a avut prin întrupare un corp fizic, iar Iehova nu. Ea diferă total, de asemenea, de tradiția evreiască a monoteismului etic în care Elohim (în ebraică אֱלֹהִים) este o concepție complet diferită.

## Legături externe
- De trinitatis erroribus' Arhivat în 4 martie 2017, la Wayback Machine., de Michael Servetus (netrinitarian)
- Despre Întrupare de Sfântul Atanasie al Alexandriei. (trinitarian)
- Unicitatea lui Dumnezeu Pagină de Dr. David K. Bernard. (unicitarist)
- Cele șapte sinoade ecumenice, din Nicene and Post-Nicene Fathers, vol. 2-14 (trinitarian)